# Patriotyzm konstytucyjny
Patriotyzm konstytucyjny – pojęcie współczesnej teorii polityki oznaczające patriotyzm związany z liberalnodemokratyczną konstytucją. Ta forma patriotyzmu ma się odróżniać od tradycyjnego patriotyzmu związanego z narodem czy wspólnotą kulturową, jak również być alternatywą wobec kosmopolityzmu wiążącego jednostkę z ogółem ludzkości.

## Dyskusja nad niemiecką tożsamością
Ukształtowanie się idei patriotyzmu konstytucyjnego związane jest z powojennymi dyskusjami w Niemieckiej Republice Federalnej na temat niemieckiej tożsamości narodowej. Zbrodnie nazizmu i podzielenie Niemiec na dwa wrogie ideologicznie państwa spowodowało kryzys tożsamościowy i poszukiwanie nowych form przywiązania jednostek do instytucji politycznych. Kultura niemiecka miała wyraźne rysy nacjonalistyczne, co uznawano często za jedno ze źródeł nazizmu. Wielu intelektualistów (np. Max Weber) uznawało, że niemieckie państwo narodowe jest w podstawowy sposób niezgodne z instytucjami liberalnymi. Duży wpływ na te poglądy miała porażka Republiki Weimarskiej. Karl Jaspers, a za nim inni intelektualiści, podkreślali kolektywną odpowiedzialność Niemiec za wojnę i wskazywali na konieczność przebudowy niemieckiej tożsamości, tak, by opierała się na wartościach demokratycznych. Szukano też źródeł tożsamości nie odwołujących się do pojęcia narodu.

## Powstanie idei
Koncepcję patriotyzmu konstytucyjnego stworzył uczeń Jaspersa Dolf Sternberger. Na początku lat sześćdziesiątych XX w. pisał on o idei Staatsfreundschaft (przyjaźni z państwem), a w 1970 po raz pierwszy użył pojęcia patriotyzmu konstytucyjnego (Verfassungspatriotismus). Sternberger określał w ten sposób pozytywne uczucia względem państwa demokratycznego, identyfikację z nim oraz skłonność do jego obrony przed przeciwnikami. Koncepcja ta nie miała być "surogatem patriotyzmu narodowego", lecz stanowić kontynuację europejskiej tradycji patriotyzmu związanego z państwem i jego instytucjami.

## Jürgen Habermas
Koncepcje Sternbergera nie spotkały się z szerokim oddźwiękiem. Idea stała się popularna pod koniec lat osiemdziesiątych XX w. za sprawą niemieckiego filozofia Jürgena Habermasa. Habermas po raz pierwszy użył jej w 1986, wskazując, że jest to jedyna dopuszczalna forma patriotyzmu dla Zachodnich Niemiec. Dla Habermasa patriotyzm konstytucyjny oznacza świadome poparcie dla politycznych zasad i wartości zawartych w konstytucji. W następnych latach Habermas rozwijał koncepcję, wskazując, że może ona być odpowiedzią na problem koordynacji i integracji społecznej w społeczeństwach nowoczesnych. Duży pluralizm (kulturowy, etyczny, religijny) i złożoność tych społeczeństw powodują, że konieczna jest wspólna płaszczyzna komunikacji i zestaw wartości, który zapewniałby ich stabilność. Taką płaszczyzną jest prawo, a konstytucja ma być jego centralnym aktem zawierających najbardziej podstawowe wartości i zasady. W filozofii politycznej Habermasa koordynacja i integracja społeczeństw nowoczesnych ma być zapewniona przez połączenie prawa pozytywnego, obywatelstwa (w republikańskim sensie), demokracji deliberatywnej, konstytucyjnego państwa prawa i patriotyzmu konstytucyjnego.

## Późniejszy rozwój
Po zjednoczeniu Niemiec (1991) patriotyzm konstytucyjny przestał być wyraźnie przeciwstawiany patriotyzmowi narodowemu. Pojęcia narodu czy ojczyzny powróciły do dyskursu publicznego. Pojęcia zaczęto jednak używać w odmiennych kontekstach.
W latach dziewięćdziesiątych XX wieku patriotyzm konstytucyjny stał się atrakcyjną koncepcją, do której odwoływano się w kontekście struktur ponadnarodowych (np. Unii Europejskiej). Ta forma patriotyzmu może też służyć jako czynnik integrujący głęboko podzielone społeczeństwa (np. Bośnia i Hercegowina).